# Cambolectres
Els cambolectres (en llatí Cambolectri) eren un poble gal de la Gàl·lia Aquitània. Plini el Vell parla dels "cambolectres atlàntics" i els situa a la Gàl·lia Narbonensis, però és dificil saber en quin punt. També parla dels "cambolectres agesinats" Pictonibus juncti que vivien vora els píctons. Alguns estudiosos separen els cambolectres dels agesinats i els consideren dos pobles propers però diferents, i sembla Plini també els considerava dos pobles. Vivien a la regió de Baiona.